# L'Heure de la vérité
Cet article possède un paronyme, voir L'Heure de vérité (film).
Pour plus de détails, voir Fiche technique et Distribution.
L'Heure de la vérité est un film français de Henri Calef.
L'Heure de la vérité est un film écrit en 1963 par Edgar Morin et Maurice Clavel, réalisé en 1964 par Henri Calef.
Le film n'est jamais sorti en France, et l'on ne connaît pas de traces réelles de sorties à l'étranger, à l'exception d'une projection en Israël.
Il n'est édité en France en DVD que depuis 2003, par Les Documents Cinématographiques.

## Synopsis
Jonathan Strauss, un ancien déporté d'origine allemande, a refait sa vie en Israël, où il est ingénieur. Il partage sa vie avec Dahlia Modiano, d'origine judéo-espagnole, laquelle a trois frères, Benjamin (qui est médecin à l'hôpital), Haïm (un ancien combattant de l'indépendance, qui travaille avec Jonathan) et David, qui est libraire. Dahlia apprend à Jonathan qu'elle est enceinte. Le soir, alors que toute la famille célèbre la Pâque juive, avec leur ami Moshe Misrahi, qui a participé à la traque d'Eichmann, arrive Fred Blynt, un jeune sociologue américain. Celui-ci s'intéresse à l'histoire du camp de Gandstadt et veut interroger Jonathan, qui en est le seul rescapé, après que tous les autres prisonniers ont été liquidés par le commandant du camp, Hans Wernert, lequel a disparu à la libération.
Bien que Dahlia sente que Fred représente une menace pour son couple, durant plusieurs mois, Jonathan va accepter de réunir peu à peu ses souvenirs pour lui. Mais au fur et à mesure que les jours passent, tandis que Fred rapporte toujours plus de documents et témoignages sur le camp, les souvenirs rongent Jonathan. Il finit par avouer avoir livré sous la torture le nom d'un résistant communiste, mais cet aveu, loin de le soulager, l'accable. Il est obsédé par Hans Wernert, le directeur du camp : doit-il lui pardonner ou le haïr, est-il si différent de lui ?
Peu à peu, Jonathan sombre dans une profonde dépression, entre culpabilité morbide et obsession pour Hans Wernert.
La nuit où Dahlia accouche, Fred attend Jonathan devant le café où il s'est réfugié. Dans sa main, un ouvrage sur la division à laquelle appartenait le SS Hans Wernert. La photo qui lui manquait de l'officier n'est autre que celle de Jonathan. En 1945, à la libération du camp, Hans Wernert a supprimé tous les détenus du sonderkommando, et a usurpé l'identité de l'un d'entre eux, Jonathan Strauss, pour échapper à ses responsabilités.
Au matin, le sort de Hans Wernert est d'abord débattu par les trois frères de Dolorès : Que faut-il faire de lui ? Que faut-il dire à Dahlia ? Quel nom portera leur enfant ? Ils décident de le remettre à leur ami Moshe Misrahi, dont le métier est la traque des criminels nazis.

## Fiche technique
- Réalisation : Henri Calef
- Scénario : Edgar Morin et Henri Calef
- Photographie : Claude Renoir
- Musique : Henri Sauguet
- Montage : Jacques Mavel
- Son : Pierre Calvet
- Pays : France
- Genre : Drame
- Durée : 90 min
- Date de sortie le 29 avril 1965

## Distribution
- Corinne Marchand : Dahlia
- Karlheinz Böhm : Hans Wernert / Jonathan Strauss
- Brett Halsey : Fred Blythe
- Michèle Girardon : Chérie
- Daniel Gélin : Davod
- Rina Ganor : Léa
- André Oumansky : Daniel
- Misha Asherov : Benjamin

## Production et réalisation
L'histoire de la production et de la réalisation de ce film est racontée par Edgar Morin dans le documentaire de Céline Gailleurd et Olivier Bohler, Edgar Morin, chronique d'un regard. Après qu'Edgar Morin a été sollicité par son ami maurice Clavel pour co-écrire le scénario du film, il l'écrit finalement seul. En désaccord avec Henri Calef, qui modifie son texte, Edgar Morin retirera son nom des dialogues du film. Alors qu'il est prêt à être distribué, les producteurs font faillite, et disparaissent. Le film ne sera jamais exploité.